# 頭號公敵
是2009年的美國傳記黑幫電影，由米高·曼執導。故事改編自布萊恩·伯勒的暢銷書《民眾公敵：美國最大犯罪潮及聯邦調查局的誕生1933-1934年》（Public Enemies: America's Greatest Crime Wave and the Birth of the FBI, 1933–34），設定在經濟大蕭條時期，記述當時的銀行大盜約翰·迪林傑（John Dillinger）生命的最後幾年，被聯邦調查局（FBI）探員梅爾文·普維斯追捕的真實事件。
伯勒最初打算做一部有關美國大蕭條時期的犯罪浪潮的電視迷你劇，但卻決定寫一本關於這個主題的書。曼又將該書改編成電影，雖然這部電影不完全符合史實，但一些在電影中的拍攝場景位置卻是曾發生過真實事件的。

## 故事大綱
本片改編自1933年的真實事件，當時的銀行大盜約翰·迪林傑與其同夥，除了以周詳且精準的計劃搶遍各大銀行外，就算被逮捕入獄了，總是有辦法大膽地成功越獄，因此成為經濟蕭條時間，貧苦民眾心中的英雄人物。後來，變態殺手娃娃臉尼爾森以及搶匪兼綁匪艾文卡爾皮斯，也加入了約翰·迪林傑的行列。同時，調查局局長約翰·埃德加·胡佛則利用追捕銀行大盜約翰·迪林傑的計劃，把他的調查局擴大成為全國性的執法單位（即後來的聯邦調查局），並交給頂尖幹員梅爾文·普維斯追捕這名頭號通緝犯。

## 主要演員
- 克里斯汀·貝爾 飾 梅爾文·普維斯
- 強尼·戴普 飾 約翰·迪林傑
- 查尼·塔圖 飾 「帥哥」查爾斯·佛洛德
- 比利·克鲁德普 飾 約翰·埃德加·胡佛
- 瑪莉詠·柯蒂亞 飾  （页面存档备份，存于）Mary Evelyn“ Billie” Frechette
- 史帝芬·朗 飾 查尔斯·温斯特德
- 莉莉·索碧斯基 飾 Polly Hamilton
- 艾蜜莉·迪瑞文 飾 Anna Patzke
- 斯蒂芬·多爾夫 飾 Homer Van Meter（英语：Homer Van Meter）
- 乔瓦尼·瑞比西 飾 Alvin Karpis（英语：Alvin Karpis）
- 大衛·溫漢 飾 Harry Pierpont（英语：Harry Pierpont）
- 羅利·科奇瑞恩 飾 Agent Carter Baum
- 約翰·歐提茲（英语：John Ortiz） 飾 Phil D'Andrea
- Michael Bentt（英语：Michael Bentt） 飾 Herbert Youngblood
- 積遜·格爾 飾 約翰·漢密爾頓

## 票房記錄
- 北美票房：9710萬
- 台北票房：1843萬[4]